# نورث بیچ (ساحل میامی)
نورث بیچ یا ساحل شمالی (به انگلیسی: North Beach)، محله ای ساحلی از شهر میامی در فلوریدای ایالات متحده است. این شهر شمالی‌ترین قسمت شهر است که تقریباً توسط خیابان ۶۳ و خیابان ایندیان کریک درایو از جنوب و تراس ۸۷ از شمال محدود شده‌است. در مجموع به محله‌هایی از جمله جزایر نورماندی، بیسکن پوینت و لاگورس اشاره می‌کند.
بر اساس سرشماری سال ۲۰۱۳، ساحل شمالی محل زندگی بیش از ۴۳۲۵۰ نفر است که ۴۹٫۹ درصد آنها متولدین خارجی هستند. ۵/۶۵ درصد در خانه با زبانی به غیر از زبان انگلیسی صحبت می‌کنند. متوسط درآمد خانوارها در شمال ساحل بین ۲۰۰۹ تا ۲۰۱۳ برابر با ۴۰٬۷۷۵ دلار تخمین زده می‌شود.
برآورد کل مساحت سرزمین ساحل شمالی ۴٫۸۳ مایل مربع و تراکم جمعیت تقریباً ۸۶۰۲٫۲ نفر در مایل مربع بر اساس سرشماری سال ۲۰۱۰ برآورد شده‌است.